# Annalen der Physik
Annalen der Physik ( abreviado Ann. Phys. (Berlin)) es una revista científica mensual dedicada la Física.
Publicada desde 1799, originalmente en alemán, pasó a publicarse en alemán e inglés desde la década de 1950 hasta la de 1980, para, a partir de 1990, publicarse solo en inglés.
Entre sus artículos más destacados figuran los cuatro conocidos como los artículos Annus Mirabilis de Einstein, publicados en 1905 y que incluyen su «Zur Elektrodynamik bewegter Körper» («Sobre la electrodinámica de los cuerpos en movimiento»), en el cual expone su teoría de la relatividad especial, y el artículo «Ist die Trägheit eines Körpers von seinem Energieinhalt abhängig?» («¿Depende la inercia de un cuerpo de su contenido de energía?»), publicado unos meses más tarde, donde presenta su ecuación E = mc².

## Métricas de revista
2022
- Web of Science Group : N/A
- Índice h de Google Scholar: 63
- Scopus: 2.964